# アミル・デルヴィシェヴィッチ
アミル・デルヴィシェヴィッチ（Amir Dervišević 、1992年7月4日 - ）は、スロベニア・リュブリャナ出身のプロサッカー選手。SCイースト・ベンガル所属。ポジションは、ミッドフィールダー。

## タイトル
マリボル
- スロベニア・プルヴァリーガ (3): 2013-14, 2014-15, 2018-19
- スロベニア・カップ (1): 2015-16
- スロベニア・スーパーカップ (2): 2013, 2014